# Ruoska
Ruoska (de. Peitsche) ist eine finnische Metal-Band. Sie wurde 1999 von den fünf noch immer aktuellen Bandmitgliedern in Mikkeli und Juva gegründet. Der Stil erinnert stark an die deutschen Bands Rammstein und Oomph!, allerdings singen die Musiker ihre Texte auf Finnisch.

## Bandgeschichte
Nach einigen Demos zu Beginn ihrer Musikkarriere brachten Ruoska drei Jahre nach ihrer Gründung im Jahre 2002 unter dem Label Kråklund Records ihr erstes Album heraus, Kuori (deutsch „Schale“), von dem zwei Lieder (Epilogi, deutsch „Epilog“, und Kiroan, deutsch „Ich verfluche“) sogar mit einem Videoclip ins finnische Fernsehen gelangten. Als Single erschienen diese Songs allerdings nicht; dies blieb dem Song Aurinko Ei Nouse („Die Sonne geht nicht auf“) vorbehalten, der wiederum nicht als Video-Clip erhältlich war.
Bereits ein Jahr später, 2003, erschien unter demselben Label Ruoskas zweites Album, Riisu („Ausziehen“). Auf dieser Platte fand sich ein Song mit dem Titel Darmstadt, was nach Angaben von Sänger Patrik Mennander, der lange Zeit auch bei der Power-Metal-Band Battlelore als zweite Stimme fungierte, auf einem Traum eines der Gitarristen beruhte:

„Unser Gitarrist, Kai Ahvenranta […] hatte einen Traum: Er sah ein Straßenschild ‚Darmstadt – Road To Heaven‘, und hatte keine Ahnung, warum. Also schrieben wir den Song, gingen ins Studio und machten die Aufnahmen.“ Darmstadt wurde als einziger Song dieser Platte als Single ausgekoppelt; ein Video zu diesem Titel erschien jedoch nicht.
Erst 2005 gelang dann mit Tuonen Viemää („Vom Jenseits gefordert“), welches auf Ruoskas drittem Album Radium (nach dem chemischen Element Radium) zu finden ist, der nationale Durchbruch. Mit diesem und den weiteren Songs Irti (Los!) und Käärmenpesä (Schlangennest) landete die finnische Band erstmals in den Charts, was die Fangemeinschaft stark anwachsen ließ. Mit dem Album änderte sich vor allem der Stil: Der Klang war melodiöser als je zuvor (mit Ausnahme des auf dem Album Riisu erschienenen Piruparka, etwa „Armes Teufelchen“), und der Gesang war weniger kräftig als auf den Vorgänger-Alben.
2006 entschied sich die Band, von ihrem bisherigen Label zu dem weitaus bekannteren Label EMI Finland zu wechseln und veröffentlichte auf ihm ihr viertes Album Amortem, von dem Mies Yli Laidan (Mann über Bord), Pure Minua (Beiß mich) und Alasin (Amboss) als Singles ausgekoppelt wurden. Die Songs platzierten sich jeweils in den Charts und wurden mit Ausnahme von Pure Minua auch mit einem Videoclip ausgestattet.
Am 9. April 2008 erschien das fünfte Studioalbum namens Rabies, erneut unter dem Label EMI. Entgegen den Vermutungen, das Album könne erstmals nicht-finnischsprachige Texte enthalten, da der Name des Albums englisch ist und soviel bedeutet wie Tollwut, wurde von diesem Album bereits im Dezember 2007 auf der offiziellen MySpace-Seite der Band die finnischsprachige Single Pirunkieli (deutsch „Des Teufels Sprache“) veröffentlicht. Die übrigen neun Songs des Albums reihen sich nahtlos ein.
Nach dreizehn Jahren ohne neue Veröffentlichung und nur vereinzelten Konzerten erschien mit Runno am 25. März 2021 die erste Single zu einem neuen Album.

## Parallelen zu Rammstein
„Wir mögen Rammstein“, sagte Frontmann Patrik Mennander in einem Interview. Die Parallelen zur erfolgreichsten Neue-Deutsche-Härte-Band sind keinesfalls zufällig oder willkürlich. „[…] wir haben einige Rammstein-Songs ins Finnische übersetzt. Da steckt eine gewisse Ähnlichkeit mit unseren drin, eine Art Brutalität [sic!] in den Texten.“

## Diskografie

### Alben
- 2002: Kuori (CD, Kråklund Records)
- 2003: Riisu (CD, Kråklund Records)
- 2005: Radium (CD, Kråklund Records)
- 2006: Amortem (CD, Herodes / EMI Finland)
- 2008: Rabies (CD, Herodes / EMI Finland)

### Singles
- 2002: Aurinko ei nouse (CD, Kråklund Records)
- 2003: Darmstadt (CD, Kråklund Records)
- 2005: Tuonen viemää (CD, Kråklund Records)
- 2006: Mies yli laidan (CD, Herodes / EMI Finland)
- 2006: Pure minua (CD, Herodes / EMI Finland)
- 2006: Alasin (CD, Herodes / EMI Finland)
- 2007: Pirunkieli (CD, Herodes / EMI Finland)
- 2008: Helvettiin Jäätynyt (CD, Herodes / EMI Finland)
- 2008: Lihaa Vasten Lihaa (CD, Herodes / EMI Finland)
- 2008: Ei Koskaan (CD, Herodes / EMI Finland)
- 2021: Runno (MP3, Inverse Records)
- 2022: Kade (MP3, Inverse Records)
- 2022 Silti syntinen (MP3)

### Musikvideos
- Kiroan (2002)
- Epilogi (2002)
- Tuonen viemää (2005)
- Mies yli laidan (2006)
- Alasin (2006)
- Ei koskaan (2008)